# Arne Halse
Arne Halse (Kristiansund, 20 oktober 1887 — Trondheim, 3 juli 1975) was een Noorse atleet, die gespecialiseerd was in het speerwerpen. Hij vertegenwoordigde Noorwegen tweemaal bij de Olympische Spelen en won hierbij twee medailles. Ook was hij een sterk kogelstoter, getuige zijn drie nationale titels.

## Biografie
Zijn eerste succes behaalde Halse in 1905 door het onderdeel speerwerpen te winnen bij de Noorse kampioenschappen. Op de tussenliggende Olympische Spelen van 1906, die overigens door het IOC niet zijn erkend, werd hij zevende bij het onderdeel speerwerpen vrije stijl. Op de Olympische Spelen van 1908 won hij bij het reguliere speerwerpen een zilveren medaille en bij het speerwerpen vrije stijl een bronzen medaille. Deze beide wedstrijden werd gewonnen door de Zweed Eric Lemming. Hij werd ook vijfde bij het kogelstoten. Vier jaar later werd hij bij de Spelen van Stockholm zevende bij het reguliere speerwerpen en vijfde bij het speerwerpen met beide handen.
Arne Halse was aangesloten bij Trondhjems IF en later bij SK Brag, die zich beide in Trondheim bevinden.

## Titels
- Noors kampioen speerwerpen (beide handen) - 1905, 1906, 1907, 1909
- Noors kampioen kogelstoten - 1906, 1907, 1909

## Persoonlijke records
- kogelstoten - 13,38 m (1908)
- speerwerpen - 55,40 m (1912)

## Palmares

### speerwerpen (vrije stijl)
- 1906: 7e Tussenliggende OS - 43,60 m
- 1908:  OS - 49,73 m

### speerwerpen (regulier)
- 1908:  OS - 50,58 m
- 1912: 7e OS - 51,98 m

### speerwerpen (beide handen)
- 1905:  Noorse kampioenschappen - 72,57 m
- 1906:  Noorse kampioenschappen - 81,63 m
- 1907:  Noorse kampioenschappen - 94,32 m
- 1909:  Noorse kampioenschappen - 80,86 m
- 1912: 7e OS - 96,92 m

### kogelstoten
- 1905:  Noorse kampioenschappen - 19,76 m
- 1906:  Noorse kampioenschappen - 21,01 m
- 1907:  Noorse kampioenschappen - 21,59 m
- 1908: 9e-25e OS - onbekend
- 1909:  Noorse kampioenschappen - 22,51 m